# Бои за Северодонецк (2014)
Бои за Северодонецк — серия боёв в мае-июне 2014 года между украинскими войсками и формированиями подконтрольной России Луганской Народной Республики во время войны в Донбассе в городах и окрестностях городов Лисичанской агломерации (Рубежное, Лисичанск, Северодонецк) за контроль над этими городами (в самом Северодонецке боёв не было).

## Хронология
В конце мая 2014 года велись ожесточённые боевые действия между бойцами ЛНР и подразделениями Нацгвардии Украины. СМИ сообщали об использовании украинской армией миномётов, гаубиц, самоходных миномётов «Тюльпан» и реактивных систем залпового огня «Град».
22 июля 2014 года сепаратисты ЛНР частично отступили из Северодонецка. В город вошли подразделения Национальной гвардии Украины.
По состоянию на 23 июля 2014 года ВСУ и Национальная гвардия Украины продолжали вести уличные бои с сепаратистами. По заявлению бойцов Нацгвардии в городе ими были найдены одна гаубица, более 50 килограммов пластида, 15 фугасных снарядов и другие боеприпасы. В ходе боев пророссийскими боевиками был убит полковник НГУ Радиевский, которому посмертно присвоено звание генерал-майора. Бои продолжались до 24 июля и закончились освобождением города силами ВСУ и НГУ.